# 黄建伟
黄建伟（1978年—），江苏南京人，中国计算机科学家、电气工程师。2005年于美國西北大學获得博士学位，后于普林斯顿大学从事博士后研究。2007年至2019年任职于香港中文大學。2019年加入香港中文大學（深圳），现任校长讲座教授、协理副校长（拓展事务），同时担任深圳市人工智能与机器人研究院副院长和群体智能中心主任。